# Pseuduvaria froggattii
Pseuduvaria froggattii (F. Muell) Jessup – gatunek rośliny z rodziny flaszowcowatych (Annonaceae Juss.). Występuje naturalnie w Australii – w stanie Queensland. 

## Morfologia
PokrójZimozielone drzewo dorastające do 8 m wysokości.
LiścieMają eliptyczny lub lancetowaty kształt. Mierzą 10–30 cm długości oraz 3–9 cm szerokości. Nasada liścia jest rozwarta. Blaszka liściowa jest całobrzega o spiczastym wierzchołku. Ogonek liściowy jest nagi i dorasta do 4–10 mm długości.
KwiatyJednopłciowe, zebrane w pęczki, rozwijają się w kątach pędów lub bezpośrednio na gałęziach (kaulifloria). Działki kielicha mają owalny kształt i dorastają do 2–3 mm długości. Płatki mają odwrotnie jajowaty kształt i zielonożółtawą barwę, osiągają do 9–12 mm długości. Kwiaty żeńskie mają 36 owocolistków.
OwoceApokarpiczne, o odwrotnie jajowatym kształcie. Osiągają 10 mm długości.

## Biologia i ekologia
Rośnie w lasach i zaroślach.